# Calpasoma dactylopterum
Calpasoma dactylopterum is een hydroïdpoliep uit de familie Olindiasidae. De poliep komt uit het geslacht Calpasoma. Calpasoma dactylopterum werd in 1939 voor het eerst wetenschappelijk beschreven door Fuhrmann. 